# معز الزمزمي
معز الزمزمي (مواليد 18 أغسطس 1975) هو ملاكم تونسي، مثّل بلاده في الألعاب الأولمبية الصيفية 2000.

## روابط خارجية
معز الزمزمي على موقع أوليمبيديا (الإنجليزية)